# Citocina

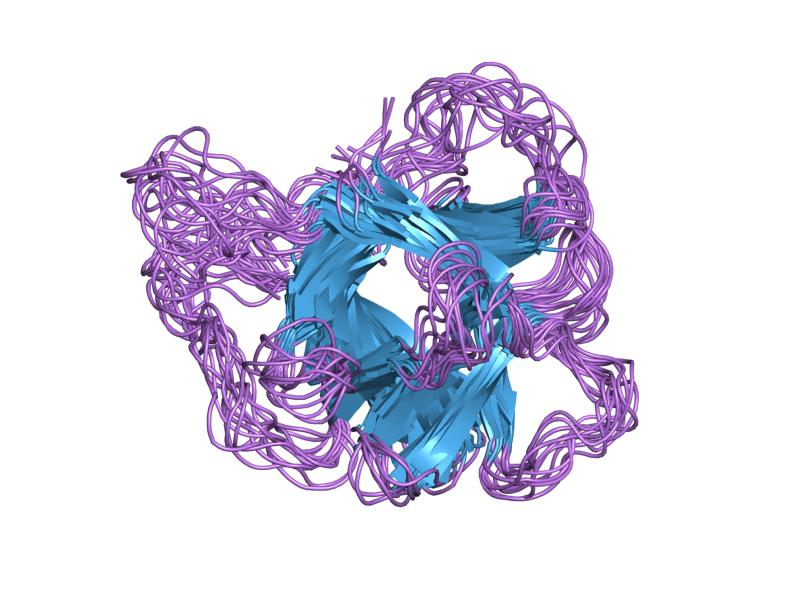
Citocina IL-1

Les citocines (del grec cyto, 'cèl·lula'; i kinos, 'moviment') són un tipus de molècules senyalitzadores que, com les hormones i els neurotransmissors, són utilitzades àmpliament en la comunicació cel·lular. Com els metabològens, són proteïnes, pèptids o glicoproteïnes. El terme 'citocina' agrupa una gran i diversa família de reguladors polipeptídics produïts àmpliament arreu del cos per cèl·lules d'origen embriològic. A grans trets, les citocines es classifiquen segons la funcionalitat que tenen i les seves conformacions moleculars. El seu pes molecular és baix (per regla general menys de 30 kDa).
Durant la dècada de 1960 es van fer moltes investigacions per determinar l'origen i la regulació de la resposta immunitària cel·lular. Inicialment, es va produir un cert galimaties a l'hora d'adoptar una nomenclatura sistematitzada. Així, moltes de les primeres citocines descobertes eren responsables de la senyalització entre leucòcits i s'anomenaren interleucines o limfocines; després, es va comprovar que unes altres eren secretades per monòcits/macròfags i van rebre el nom de monocines; més tard, les que intervenen en la quimiotaxi fagocitària van ser denominades quimiocines. A principis de la dècada de 1980 ja era evident que bona part d'aquestes substàncies provenien d'altres tipus cel·lulars i es va encunyar el terme 'citocines' per agrupar-les a totes.
Fins fa uns anys les citocines eren agrupades en dos grans categories: proinflamatòries i antinflamatòries; avui dia, però, es considera massa simplista aquesta dicotomia. Dins del sistema immunitari innat, els macròfags són les cèl·lules més compromeses en la producció de citocines; mentre que en el sistema immunitari adaptatiu són les cèl·lules T col·laboradores, sent aquestes citocines —una vegada activades pel contacte amb les corresponents cèl·lules presentadores d'antigen— essencials per a generar la resposta immunitària. En els humans, la galanina és un potent modulador de l'expressió de les citocines macrofàgiques.
Les citocines s'uneixen a receptors específics de membrana de les cèl·lules on han d'exercir la seva funció, iniciant una cascada de transducció intracel·lular de senyal que modifica el patró d'expressió gènica i provoca que les cèl·lules diana adoptin un comportament biològic determinat. La producció de citocines acostuma a ser transitòria i limitada al temps que dura l'estímul (és a dir, l'agent causal de la noxa). Moltes vegades, això està relacionat amb la curta vida mitjana dels corresponents ARN missatgers.
Funcionalment, les citocines poden tenir una o més propietats:
- Pleiotropia: una mateixa citocina pot provocar múltiples efectes en actuar sobre diferents cèl·lules. La interleucina 6 és un exemple de citocina pleiotròpica neuroimmunoendocrina.[10]
- Redundància: diverses citocines poden exercir el mateix efecte. La superposició de certes accions bioquímiques de les citocines IL-4 i IL-13 exemplifica aquesta propietat.[11]
- Sinergisme: dos o més citocines produeixen efectes que es potencien mútuament. És ben coneguda l'acció sinèrgica antiviral dels factors de necrosi tumoral i els interferons, però se sap poc sobre les característiques de les sinergies existents en moltes altres combinacions citocíniques i les seves possibles propietats.[12]
- Antagonisme: unes citocines poden inhibir o bloquejar els efectes d'altres citocines. És el cas de les citocines TGF-β i TNF-α i els seus corresponents mecanismes de control sobre l'expressió gènica del col·lagen tipus I.[13]

Històricament, el terme 'citocina' ha estat utilitzat sobretot per a referir-se a determinades proteïnes immunomoduladores d'acció única o dual (interleucines, interferons) de la família, encara que també pertanyent a aquesta moltes proteïnes que regulen la necrosi tumoral (com el TNF-α, per exemple), els factors de creixement i l'estimulació de les colònies granulocitàries/macrofàgiques. Existeixen dades contradictòries sobre què és una citocina i què és una hormona. Les distincions anatòmiques i estructurals entre les citocines i les hormones clàssiques es van esvaint a mesura que s'aprèn més sobre elles. Les hormones proteíniques clàssiques circulen en concentracions nanomolars (10–9) que generalment varien en menys d'un ordre de magnitud. En canvi, algunes citocines (com ara IL-6) circulen en concentracions picomolars (10–12) que poden augmentar fins a 1.000 vegades durant un traumatisme o una infecció. La distribució extensa de fonts cel·lulars de les citocines pot ser un tret que les diferencia de les hormones. Pràcticament totes les cèl·lules nucleades, però especialment les cèl·lules endotelials i epitelials i els macròfags residents (molts, a prop de la interfície amb el medi exterior), són productores potents d'IL-1, IL-6 i TNF-α. En canvi, les hormones clàssiques són secretades per glàndules individuals, com ara el pàncrees. La terminologia actual es refereix a les citocines com a agents immunomoduladors. Tanmateix, cal més recerca en l'àmbit de la definició de les citocines i les hormones.
L'acció de les citocines pot ser autocrina, paracrina i endocrina. Sovint són secretades per cèl·lules immunitàries que han trobat un patogen, activant i reclutant més cèl·lules immunitàries per a augmentar la resposta defensiva contra ell. Tot i que tenen un paper primordial en el desenvolupament i el funcionament tant de la resposta immunitària innata com de l'adaptativa, les seves funcions no estan limitades al sistema immunitari. Algunes intervenen en el control de l'hematopoesi i en la reparació tissular. La superfamília dels factors de creixement transformant-β (TGF-β) té especial importància en la formació de cicatrius hipertròfiques i queloidals en ser molècules fibrogèniques que alteren la normal degradació del col·lagen. Les citocines també intervenen en diversos processos del desenvolupament durant l'embriogènesi, en els mecanismes d'implantació endometrial del zigot i en els d'inici del part. En la preeclàmpsia, la invasió trofoblàstica anòmala de les artèries espirals provoca canvis d'isquèmia/hipòxia en la placenta que desencadenen un alliberament massiu de citocines proinflamatòries en ella. Com a conseqüència de l'augment de micropartícules trofoblàstiques en la circulació materna, també s'indueix una estimulació sistèmica de les citocines i l'activació difusa de les cèl·lules endotelials de la mare, principals fenòmens patofisiològics d'aquesta malaltia. De forma addicional, les citocines proinflamatòries participen en el desenvolupament dels problemes preeclàmpsics subsegüents més greus (edema, proteïnúria i hipertensió). Les dades obtingudes de l'anàlisi simultània dels valors sèrics de determinades citocines s'utilitzen per dissenyar algoritmes diagnòstics de valor predictiu en casos de part preterme.
S'ha suggerit que certes citocines relacionades amb la inflamació crònica participen en la fisiopatologia de diversos trastorns neuropsiquiàtrics, com ara la depressió o l'angoixa. Les citocines proinflamatòries i les xarxes funcionals que estableixen entre elles tenen un paper essencial en els mecanismes cerebrals responsables de la plasticitat neuronal i de la memòria. En la síndrome de fatiga crònica hi ha un augment, biològicament significatiu i sense relació amb l'exercici, de la concentració de TGF-β circulant. Ara per ara, no ha estat demostrat que la desregulació de les citocines tingui un paper etiopatogènic rellevant en la fibromiàlgia. S'han observat alteracions dels nivells de citocines en diferents malalties degeneratives i autoimmunitàries del sistema nerviós, així com en persones que pateixen anorèxia nerviosa. Se sap, a més, que tenen una gran influència en el curs dels infarts cerebrals, fins al punt que alguns especialistes les consideren potencials biomarcadors pronòstics. Són importants en la regulació del ritme circadiari i, conseqüentment, en la correcta funció respiratòria.
L'envelliment s'associa amb un increment dels nivells de citocines circulants. El desgast del sistema immunitari propi de la vellesa (immunosenescència) i la secreció addicional de citocines proinflamatòries són les causes principals de la inflamació crònica lligada a l'edat. Aquesta inflamació, encara que sigui de baix grau, intervé de forma important en el desenvolupament de la sarcopènia geriàtrica. A banda d'això, l'augment de TNF-α, IL-6, IL-1 i proteïna C reactiva en els ancians es relaciona amb un major risc de morbiditat i mortalitat.
El terme 'tempesta de citocines' s'utilitza per denominar un estat de resposta inflamatòria sistèmica molt greu, en el qual es produeix un fenomen de retroalimentació positiva incontrolable entre les citocines i les cèl·lules immunitàries davant certs agents patògens. Aquest estat pot aparèixer en el context d'un ampli ventall de malalties, algunes de les quals són neurodegeneratives. Es veu amb freqüència en processos infecciosos (originats per SARS-CoV, estreptococ del grup A, virus de la verola, Influenzavirus A, EBV o citomegalovirus), encara que ha estat descrit també en malalties d'etiologia molt diferent (pancreatitis, esclerosi múltiple, limfohistiocitosi hemofagocítica familiar o malaltia de l'empelt contra l'hoste) i inclús com a conseqüència d'assaigs immunològics desafortunats. Va ser la causa de les complicacions que originaren la gran mortalitat, especialment alta en els individus sans d'entre vint i quaranta anys (el grup de població amb la resposta immunitària més efectiva), produïda per l'influenzavirus que va circular durant la pandèmia de grip de 1918.
Una de les estratègies emprades pels virus d'ADN de mida gran amb el propòsit d'evitar ser detectats i destruïts per l'hoste és codificar homòlegs de citocines (i/o de les seves molècules receptores) que tenen un paper crucial en el control de la resposta immunitària. El virus de la verola, el de l'herpes simple o el citomegalovirus són alguns dels virus que utilitzen aquest mecanisme infecciós.
L'ús de la tecnologia d'ADN recombinant ha fet possible desenvolupar proteïnes terapèutiques amb capacitat immunomoduladora a partir de diverses citocines. Fins al 2018), però, només sis citocines recombinades (IFN-α2a, IFN-α2b, IL-2, G-SCF, GM-CSF i TNF-α) havien estat aprovades com a medicaments anticancerosos, algunes de les quals, per al seu ús combinades amb altres fàrmacs d'ús oncològic o radioteràpia.